# オオミツバチ
オオミツバチ（大蜜蜂、学名: Apis dorsata）とは、ハチ目（膜翅目）ミツバチ科ミツバチ属に属する昆虫の一種である。

## 特徴
腹部は全体的に黄色で白の縞模様が入るが尖端は黒色である。ミツバチの一種だが、スズメバチに匹敵するほどの獰猛な性格である。
一枚の巣板を、高所の木の枝や建物などに付けてぶら下げる。大きなもので幅2メートル、高さ1.5メートルほどになり、多数の蜂がとりついて巣板を覆う。

## 分布
主に東南アジアに分布する。
日本国内には分布しないが、1996年に神奈川県川崎市でオオミツバチが営巣して駆除されたことがある。

## 人間との関係
飼育はされない。野生の巣を採取して蜂蜜を食用にする。夜に煙でいぶして蜂を遠ざけ、巣を切りとるという方法がある。